# Čepovan
Čepovan – wieś w Słowenii, w gminie miejskiej Nova Gorica. W 2018 roku liczyła 325 mieszkańców. 